# Willy Pleysier
Willy Pleysier is een personage uit de Vlaamse soap Thuis. Het personage werd gespeeld door Marc Bober van 2002 tot 2004.

## Fictieve Biografie
Jenny leert de sympathieke Willy kennen. Ze kunnen het goed met elkaar vinden en niet veel later beginnen ze een relatie. Al hoewel Jenny getrouwd is met Dré lukt het haar niet om te stoppen met Willy en doen ze gewoon door. Maanden aan een stuk hebben ze een geheime relatie. Wanneer Dré het later te weten komt is hij razend en vraagt hij de scheiding aan. Hij scheidt met Jenny en wil haar nooit meer zien. Jenny breekt met Willy. Later blijkt Willy zwaar ziek te zijn. Jenny maakt het goed met hem en steunt hem. Wanneer de ziekte echter heel ernstig blijkt te zijn, beslist hij euthanasie te plegen. Jenny heeft het er heel moeilijk mee. Later, wanneer Willy overleden is, leggen Jenny en Dré het weer bij.